# Samborowo
Samborowo (deutsch Bergfriede, bis 1928 Königlich Bergfriede) ist ein Ort in der polnischen Woiwodschaft Ermland-Masuren. Er gehört zur Gmina Ostróda (Landgemeinde Osterode in Ostpreußen) im Powiat Ostródzki (Kreis Osterode in Ostpreußen).

## Geographische Lage
Samborowo liegt am Poburzener Wasser (polnisch Poburzanka), das hier in die Drewenz (Drwęca) mündet, im Westen der Woiwodschaft Ermland-Masuren, zehn Kilometer südwestlich der Kreisstadt Ostróda (deutsch Osterode in Ostpreußen).
|  |

## Geschichte

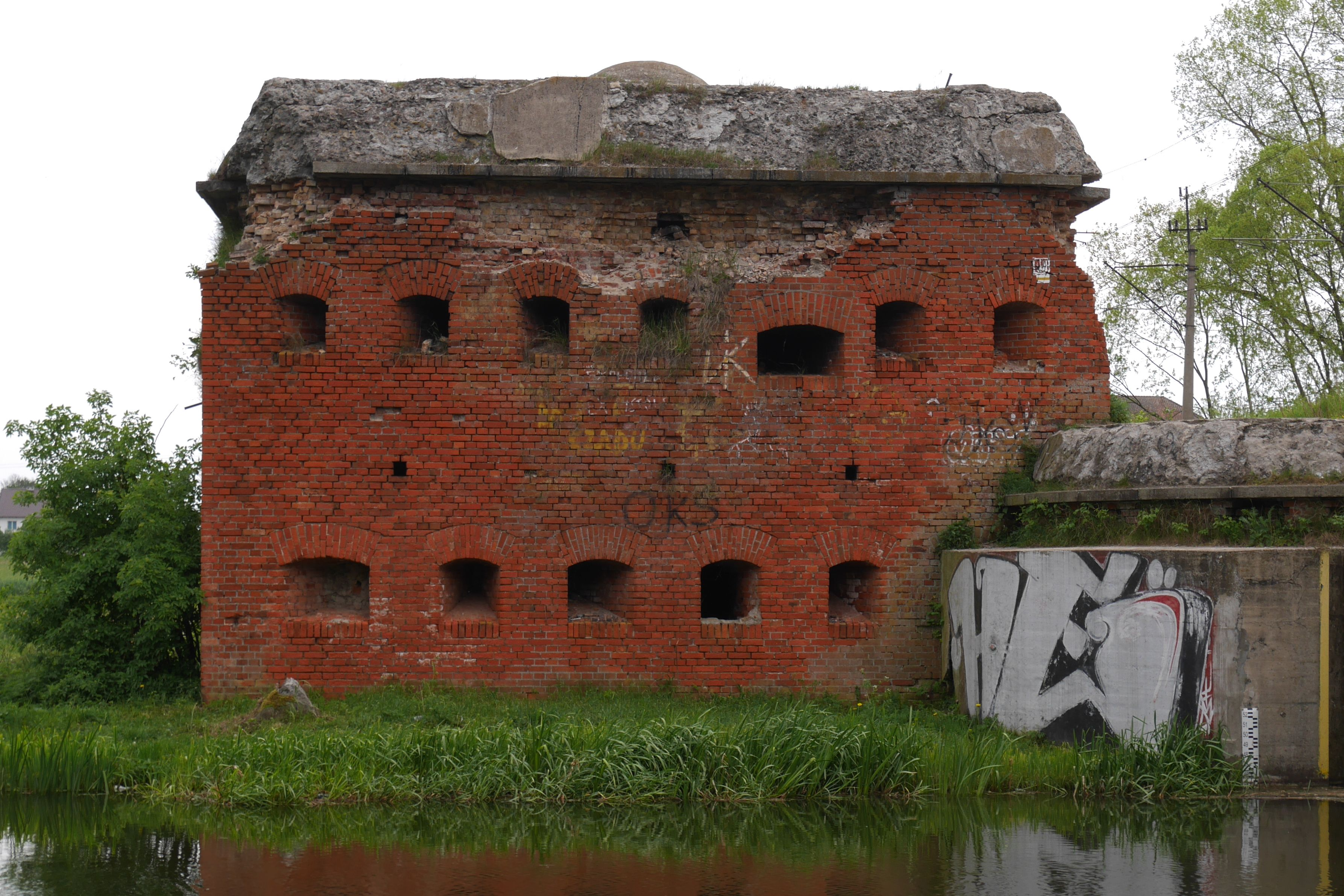
Alter Wehrturm an der Eisenbahnbrücke

### Ortsgeschichte
In Begrfriede/Samborowo befinden sich Reste einer nicht näher datierten  Festungsanlage, die seit Beginn des 20. Jahrhunderts in eine Eisenbahnbrücke integriert worden sind. Das Kirchdorf Bergfried als solches wurde 1351 gegründet. Nach 1820 hieß das Dorf Königlich Bergfriede, bevor der Zusatz 1928 aufgegeben wurde.
Am 7. Mai 1874 wurde Königlich Bergfriede Amtsdorf und damit namensgebend für einen Amtsbezirk im Kreis Osterode innerhalb des Regierungsbezirks Königsberg der preußischen Provinz Ostpreußen. Im Jahre 1910 zählte Königlich Bergfriede 724 Einwohner.
Am 30. September 1928 schlossen sich die Landgemeinde Königlich Bergfriede und die Gutsbezirke Adlig Bergfriede (polnisch Samborówko) sowie Liebemühl (Forst, polnisch Miłomłyn) zur neuen Landgemeinde Bergfriede zusammen. Die Zahl der Einwohner der auf diese Weise neu formierten Landgemeinde belief sich 1933 auf 935 und 1939 auf 907 Einwohner.
Als 1945 in Kriegsfolge das gesamte südliche Ostpreußen an Polen abgetreten werden musste, war auch Bergfriede davon betroffen. Das Dorf erhielt die polnische Namensform „Samborowo“. Zwischen 1954 und 1972 war es Verwaltungssitz der Gromada Samborowo. Heute ist der Ort Sitz eines Schulzenamts (polnisch Sołectwo) und eine Ortschaft im Verbund der Landgemeinde Ostróda (Osterode i. Ostpr.) im Powiat Ostródzki (Kreis Osterode in Ostpreußen), bis 1998 der Woiwodschaft Olsztyn, seither der Woiwodschaft Ermland-Masuren mit Sitz in Olsztyn (Allenstein) zugehörig. Die Zahl der Einwohner belief sich im Jahre 2011 auf 1552.

### Amtsbezirk Bergfriede (1874–1945)
Der Amtsbezirk Bergfriede bestand aus folgenden Orten:
| Deutscher Name                                       | Polnischer Name    | Anmerkungen                                       |
| ---------------------------------------------------- | ------------------ | ------------------------------------------------- |
| Adlig Bergfriede                                     | Samborówko         | 1928 in die Landgemeinde Bergfriede eingegliedert |
| Königlich Bergfriede                                 | Samborowo          | 1928 als Landgemeinde Bergfriede neu formiert     |
| Liebemühl (Forst), bis vor 1908 Schießgarten (Forst) | Miłomłyn, Czyżówka | 1928 in die Landgemeinde Bergfriede eingegliedert |

## Kirche

### Evangelisch

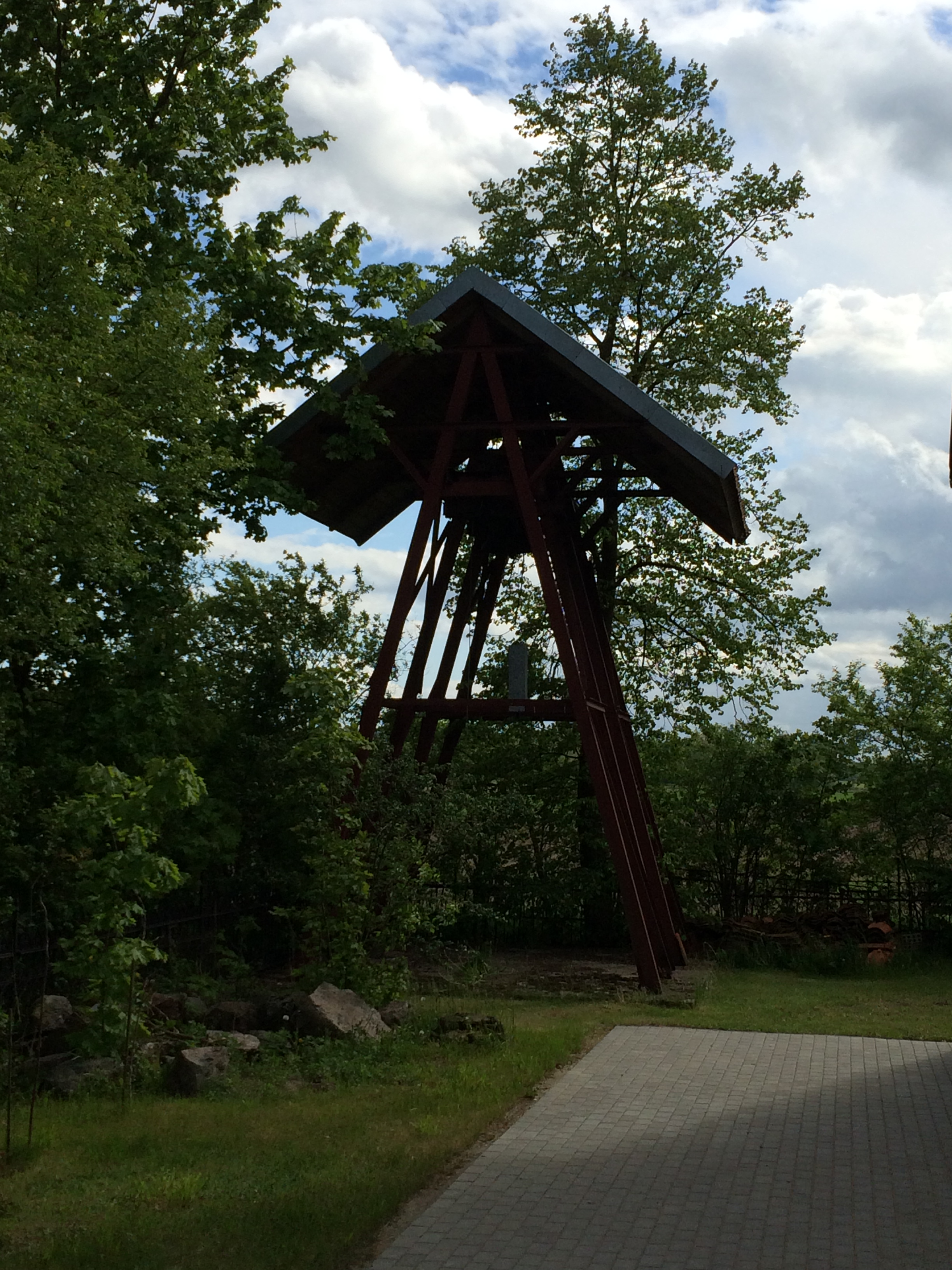
Glockenstuhl in Samborowo

(Königlich) Bergfriede war bis 1945 ein Kirchspielort von Groß Schückwalde (polnisch Smykowo) der Vereinigten evangelischen Kirchengemeinden Groß Schmückwalde-Peterswalde (polnisch Smykowo-Pietrzwałd). Zusammen gehörten sie zum Superintendenturbezirk Osterode i. Ostpr. (polnisch Ostróda) im Kirchenkreis Osterode innerhalb der Kirchenprovinz Ostpreußen der Kirche der Altpreußischen Union. Gemeinsamer Pfarrsitz war Groß Schmückwalde. In Bergfriede gab es ein Gemeindehaus mit diversen Räumlichkeiten, darunter auch ein eigener Raum für Gottesdienste.
Seit 1945 ist Samborowo zur Kirchengemeinde in Ostróda orientiert. Sie gehört zur Diözese Masuren der Evangelisch-Augsburgischen Kirche in Polen.

### Römisch-katholisch

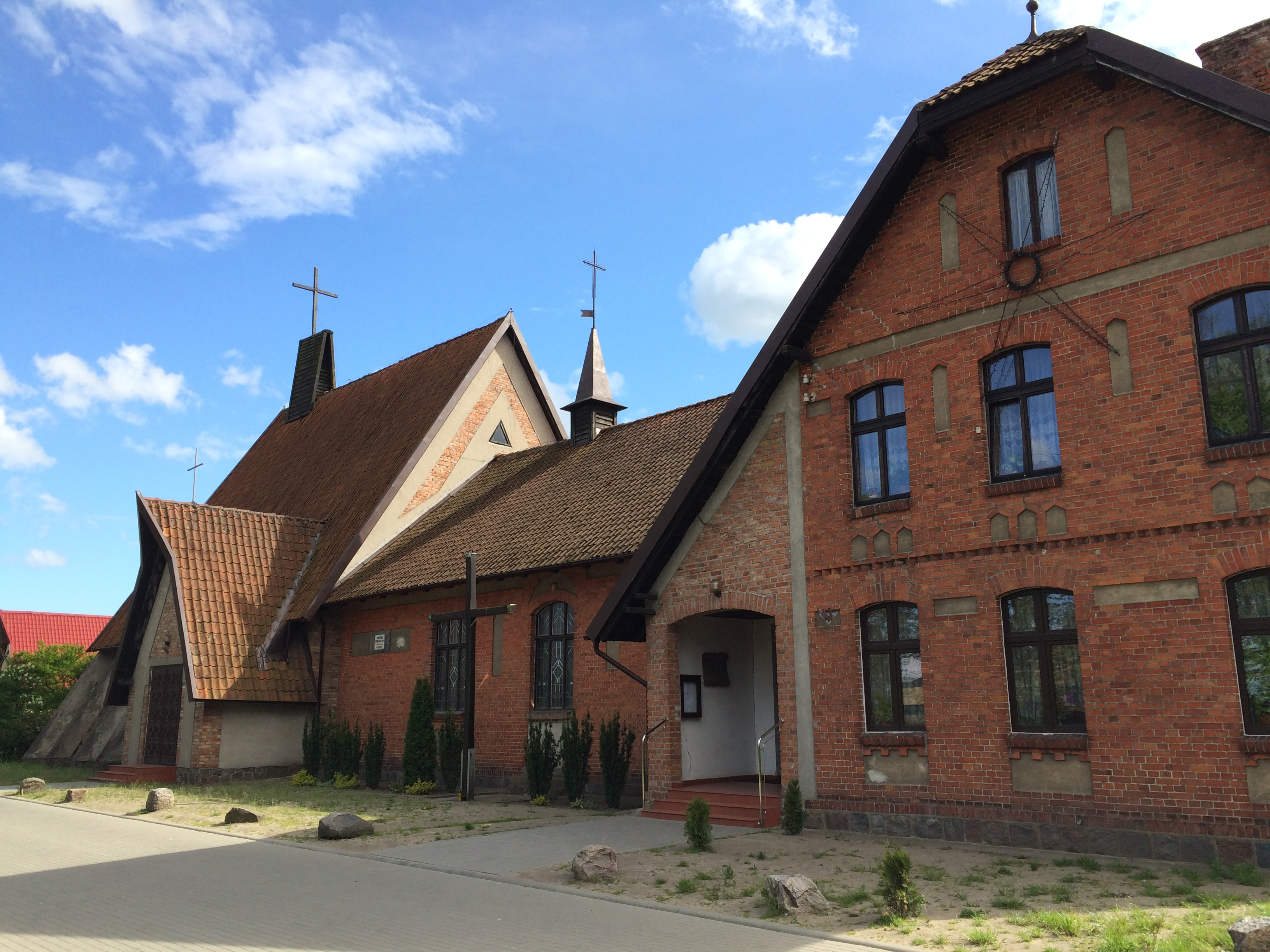
Die Pfarrkirche St. Stanislaus in Samborowo

In Samborowo gibt es eine eigene römisch-katholische Pfarrei, die dem Bischof und Märtyrer Stanislaus von Krakau gewidmet ist und dem Dekanat Miłomłyn (Liebemühl) im Bistum Elbląg zugehört.
Die Gründung der Kirche in Bergfriede soll 1351 erfolgt sein. Am 1. Februar 1958 erfolgte eine Wiedererrichtung durch den ermländischen Administrator Bischof Tomasz Wilcyński in Olsztyn (Allenstein). Die jetzige neugotische Pfarrkirche in Samborowo wurde 1908 erbaut, 1945 und von 1989 bis 1991 erheblich erweitert. Zur Pfarrei gehören neben Samborowo auch Samborówko (Adlig Bergfriede), Stary Las, Wirwajdy (Warweiden) und Zabłocie (Katharinenhof).

## Verkehr

### Straße
Samborowo liegt an der einstigen deutschen Reichsstraße 127 und heutigen polnischen Landesstraße 16, die von Grudziądz (Graudenz) über Olsztyn (Allenstein) bis zur Staatsgrenze zu Litauen führt und verkehrstechnisch von großer Bedeutung ist. Nebenstraßen aus dem Umland enden außerdem im Ort.

### Schiene

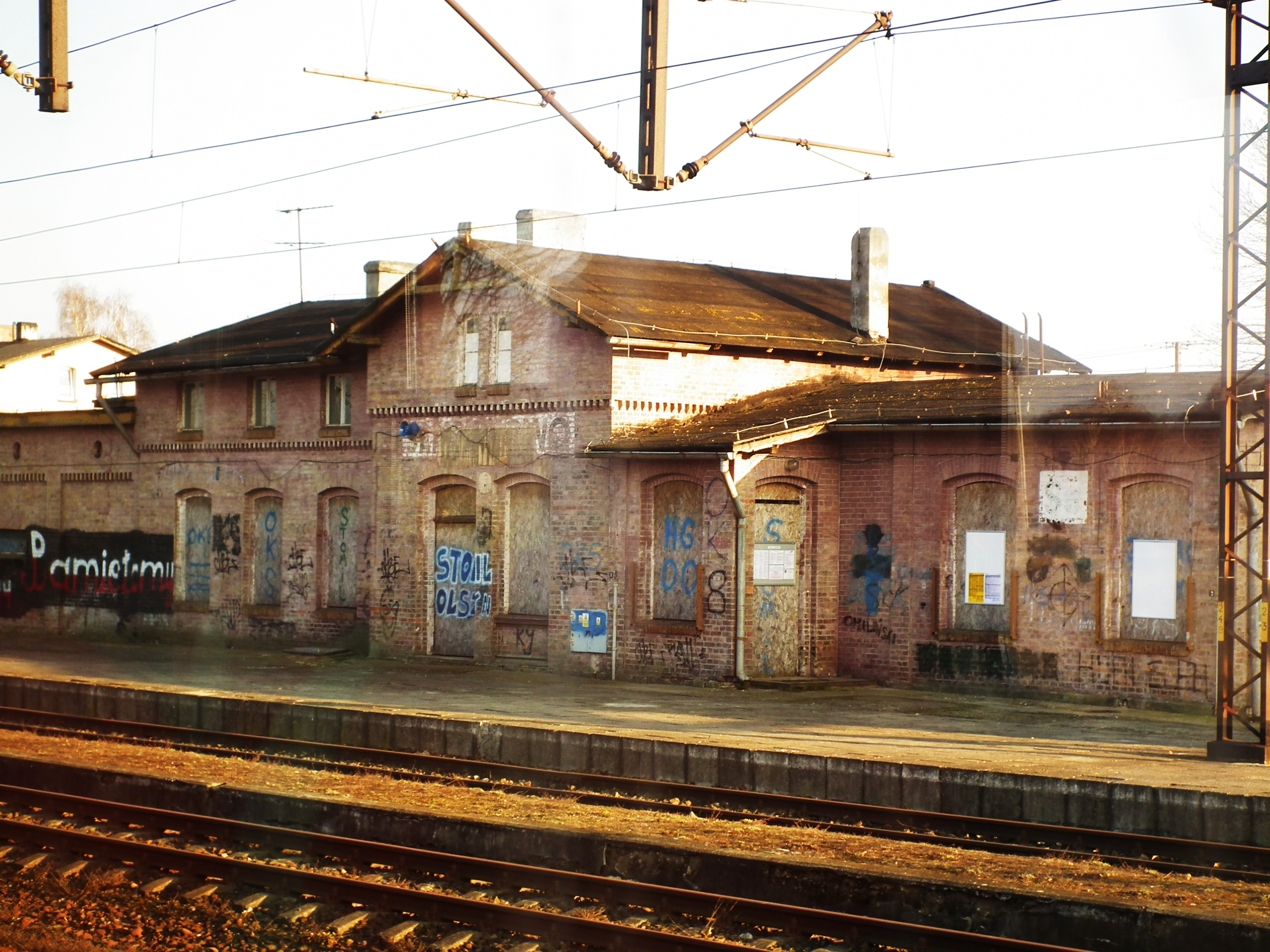
Der Bahnhof in Samborowo

Samborowo ist Bahnstation und liegt an der – heute von Posen herführenden – Bahnstrecke Toruń–Tschernjachowsk (deutsch Thorn–Insterburg). Seit dem 3. April 2000 ist der Streckenabschnitt auf russischem Gebiet in der Oblast Kaliningrad (Königsberger Gebiet) für den Personenverkehr gesperrt. Die Bahnlinie und damit auch der Bahnhof in Samborowo wurde am 1. Dezember 1872 eröffnet. Heute wird lediglich noch das alte „Gleis 3“ benutzt, von dem aus die Züge in Richtung Olsztyn (Allenstein) bzw. Iława (Preußisch Eylau) verkehren.

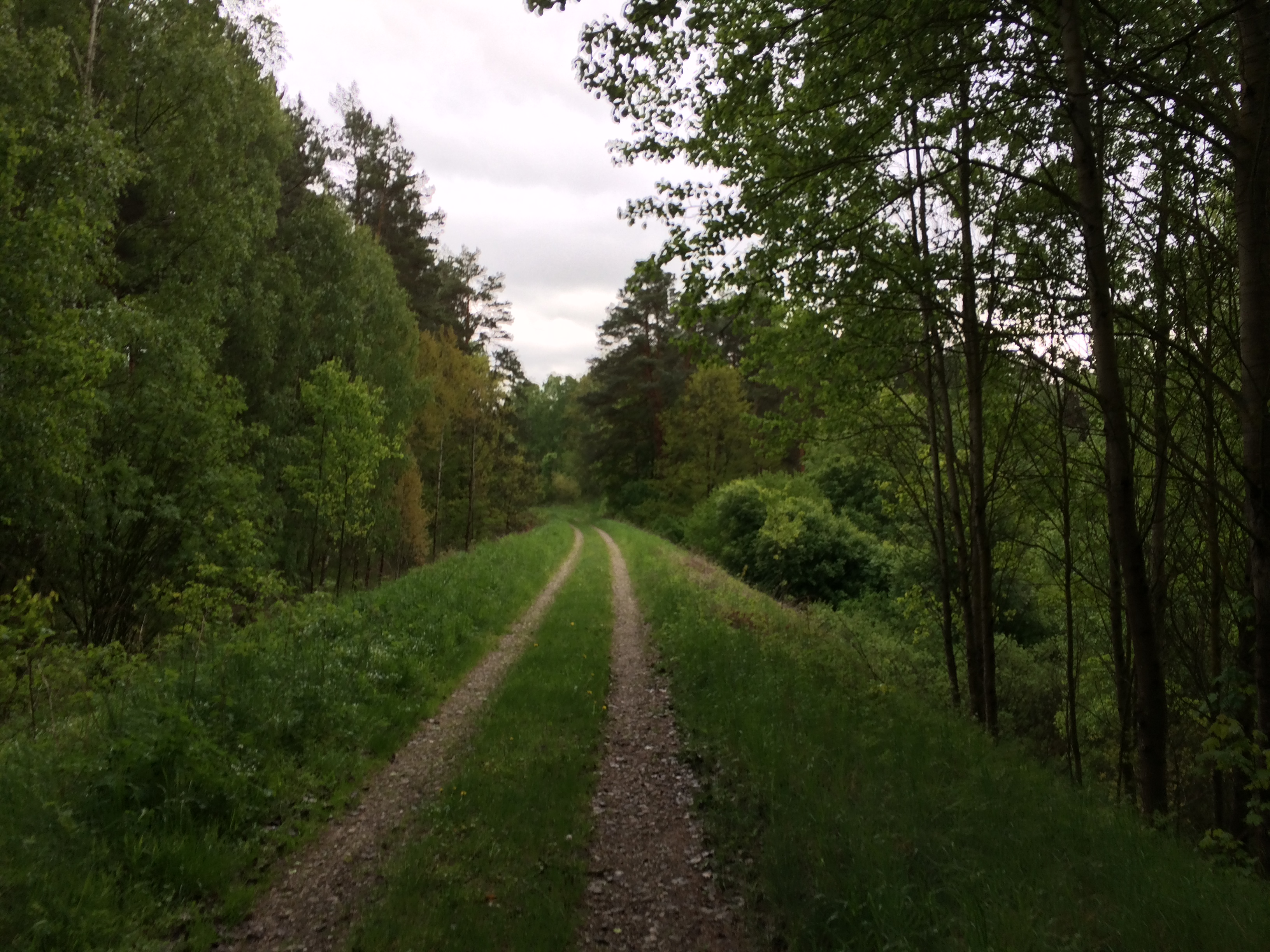
Ehemaliger Schienenweg der Bahnstrecke Bergfriede–Groß Tauersee

Vom ersten Bahnsteig direkt am heute geschlossenen Bahnhofsgebäude fuhren vor 1945 die Züge auf der Bahnstrecke Bergfriede–Groß Tauersee (polnisch Samborowo–Turza Wielka), die oft bereits in Osterode starteten und bis nach Soldau (polnisch Działdowo) weiterfuhren.
Unterbrochen war die Linie in den Jahren zwischen 1920 und 1939, als das Soldauer Gebiet an Polen abgetreten war. In Kriegsfolge wurde die Strecke 1945 geschlossen und größtenteils demontiert.